# Oraesia cerne
Oraesia cerne är en fjärilsart som beskrevs av Fawcett 1916. Oraesia cerne ingår i släktet Oraesia och familjen nattflyn. Inga underarter finns listade i Catalogue of Life.